# Maigret chez le ministre
Maigret chez le ministre est un roman policier de Georges Simenon, paru en 1954. Il fait partie de la série des Maigret. 
L'écriture de ce roman s'est déroulée du 15 au 23 août 1954 dans sa propriété de Shadow Rock Farm, Lakeville (Connecticut) aux États-Unis, soit à quelque  5 500 km de Paris où se déroule l'action.
Le roman connaît une première publication dans le magazine Le Cercle du roman policier (Canada) en 1954 . Il est ensuite édité par les Presses de la Cité en 1955.
Maigret n'enquête pas ici sur un meurtre : il n'y a pas de victime, pas de meurtrier, seulement la recherche de l'auteur du vol d'un rapport compromettant. Basé sur les dessous peu reluisants de la politique affairiste, le roman permet à Simenon – par l’intermédiaire de Maigret – de jeter un regard critique sur un monde en grande partie corrompu. Références à la presse à scandale avec, notamment, un article typique de la presse de chantage de l'époque, comme Aux écoutes, un peu à la manière du J'accuse… ! d'Émile Zola : Est-il vrai que… ? (chap. III).
Le roman se déroule dans le Paris des années 1950. L'enquête dure deux jours, au début du printemps. Maigret est appelé à l'aide par le ministre des Travaux Publics Auguste Point. Il s'agit d'une affaire politique « embêtante » : un mois plus tôt, un sanatorium de Haute-Savoie s'est effondré, et des enfants sont morts dans la catastrophe. Or un ingénieur des Ponts et Chaussées, le professeur Julien Calame, avait établi un rapport avant la construction du sanatorium, et ce rapport déconseillait fortement cette construction. Mais les crédits de construction ont été votés, et sans doute une certaine quantité de pots-de-vin ont pu être perçus par certains députés. Et comme par hasard, le rapport Calame a disparu des archives du ministère. La veille, le ministre Point a reçu la visite d'un certain Piquemal, surveillant à l'École des Ponts et Chaussées, qui lui a remis une copie de ce rapport, prétendument trouvé dans le grenier de l'école. Mais cette copie est volée le lendemain et le ministre est alors accusé d'avoir fait lui-même disparaître ce document compromettant.

## Personnages principaux
- Auguste Point : ministre des Travaux publics, ancien avocat de province venu à la politique, marié, une fille,  la cinquantaine.
- Joseph Mascoulin (au nom homophonétiquement proche de « Margoulin ») : homme politique corrompu, directeur du Globe, célibataire, la quarantaine passée.
- Jules Piquemal : surveillant aux Ponts et Chaussées, environ 45 ans.
- Eugène Benoît : ancien inspecteur radié de la Sûreté nationale, « directeur » (et seul employé) d’une « agence de police » privée.

## Résumé

### Début du roman
Un sanatorium pour les enfants déshérités, au nom fictif de Clairfond, en Haute-Savoie, réalisé par une grosse entreprise privée du bâtiment mais avec l'aide  de l’État, vient de s'effondrer, causant la mort de 128 enfants. 
Lors de l'étude du projet de construction, un éminent spécialiste de l’École des Ponts et Chaussées, le professeur Calame, avait prévu la catastrophe mais on avait négligé son avis. De nombreux politiciens compromis dans l'affaire ont tout intérêt à faire disparaître le rapport de cet expert. 

### Enquête policière
Le ministre, Auguste Point, a tenu entre ses mains pendant quelques heures ce rapport, mais on le lui a dérobé. Il ne peut faire de déclaration au public, qui l'accuserait d'avoir détruit le document pour se sauver et sauver ses collègues. C'est pourquoi, désespéré, il demande au commissaire Maigret de retrouver le rapport ou tout au moins le voleur. 
Bientôt, les journalistes connaissent l'existence du rapport Calame, son importance et sa disparition. Point voit sa réputation anéantie. À ce moment, il est clair que celui qui a volé, ou fait voler, le document et informé la presse cherche à ruiner la carrière politique du ministre en se servant du rapport comme d'un moyen de chantage contre toutes les personnes mêlées à la construction du sanatorium. 
Le député Mascoulin pourrait être cet homme, car c'est un politicien sans scrupules et avide de pouvoir. Il a été le premier à poser des questions claires et bien informées à propos du rapport Calame et on apprend qu'il est entré en relation avec Piquemal, l'homme des Ponts et Chaussées qui avait remis le rapport à Point. 

### Dénouement et révélations finales
Grâce à différents témoignages, Maigret retrouve le voleur, un certain Eugène Benoît, ex-inspecteur de la Sûreté nationale radié pour faute,  qui avoue le vol, mais refuse de dénoncer son patron. Maigret connaît la vérité, mais ne pourra la prouver : Mascoulin possède un photostat du rapport Calame et a détruit l'original. 
Il ne pourra pas être inculpé, car en raison de sa puissance, aucun de ses « collaborateurs » ne le dénoncera : il tiendra donc toujours à sa merci ceux qui ont accepté la construction du sanatorium. Le commissaire a néanmoins retrouvé le voleur et sauvé la réputation de Point.

## Roman prémonitoire
En avril 1970, la catastrophe du plateau d'Assy s'est produite de façon analogue à celle décrite dans le roman. Une fonte des neiges provoque des avalanches et des dégâts négligés, puis un glissement de terrain. Dans le roman, la fonte des neiges provoque le débordement d'un torrent et d'une rivière, les eaux sapent les fondations du sanatorium. Un glissement de terrain n'est pas évoqué mais est très probable.

## Éditions
- Édition originale : Presses de la Cité, 1955
- Tout Simenon, tome 7, Omnibus, 2002  (ISBN 978-2-258-06048-7)
- Livre de Poche, n° 14247  (ISBN 978-2-253-14247-8)
- Tout Maigret, tome 6, Omnibus,  2019  (ISBN 978-2-258-15047-8)

## Adaptations
- Sous le titre High Politics, téléfilm anglais, avec Rupert Davies (Maigret), diffusé en 1962.
- Sous le titre Keishi to seifu-kōkan, pour la télévision japonaise, dans une réalisation de Inoue Akira, avec Kinya Aikawa (Maigret), diffusé en 1978.
- Sous le titre Megre u ministra [5], pour la télévision soviétique, dans une réalisation de Viatcheslav Vladimirovitch Brovkine (ru), avec Armen Djigarkhanian (Maigret), diffusé le 13 juin 1987 à la télévision.
- Sous le titre Maigret chez le ministre, téléfilm français de Louis Grospierre avec Jean Richard, diffusé en 1987.
- Sous le titre Maigret and the Minister, téléfilm anglais de Nick Renton avec Michael Gambon (Maigret), diffusé en 1993.
- Sous le titre Maigret chez le ministre, téléfilm français de Christian de Chalonge avec Bruno Cremer (Maigret), Alexandre Brasseur (Lachenal), Gisèle Casadesus (Mme Calame) diffusé en 2002

### Sources bibliographiques
- Maurice Piron,  Michel Lemoine, L'Univers de Simenon, guide des romans et nouvelles  (1931-1972) de Georges Simenon, Presses de la Cité, 1983, p. 346-347   (ISBN 978-2-258-01152-6)